# Mutualizem
Mutualízem je sožitje dveh ali več vrst, kjer imajo vse udeleženke korist; zveza jim omogoča preživetje v okolju z neugodnimi življenjskimi pogoji (npr. mikoriza pri lišajih) ali učinkovitejšo izrabo hrane (bakterije in praživali v vampu prežvekovalcev, bakterije v prebavilu medicinske pijavke itd.)